# Луций Мантений Сабин
Луций Мантений Сабин (на латински: Lucius Mantennius Sabinus) e политик и сенатор на Римската империя през 3 век.
През 227/228 - 229/230 г. той е управител на провинция Долна Мизия.